# Acer inoxidable

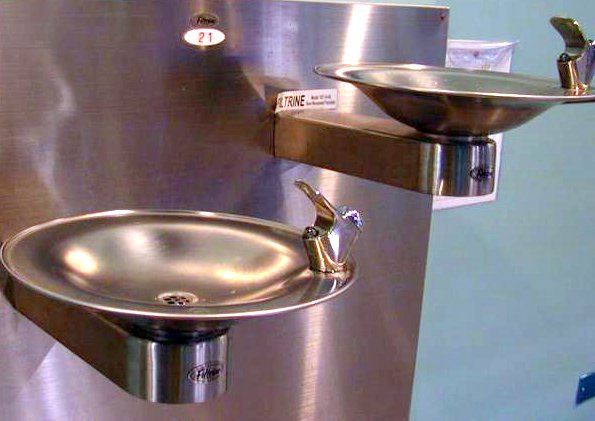
Lavabos d'acer inoxidable

L'acer inoxidable és un producte metal·lúrgic que resulta d'afegir a l'acer una proporció bastant elevada de crom i níquel.
Els acers inoxidables poden classificar-se per la seva estructura cristal·lina en quatre tipus principals: austenítics, ferrítics, martensítics i dúplexs. La majoria d'ells no són ferromagnètics, és a dir, no són atrets per un imant. Un acer inoxidable bastant emprat és el 18-10, que conté un 18% de Cr i un 10% de Ni.
La qualitat d'inoxidable no prové de cap capa protectora, sinó de l'aliatge. L'acer inoxidable, per la seva resistència es fa servir per fer mobiliari urbà, coberts i estris de cuina, estris de cirurgia, màquines per a les indústries dels aliments, química i farmacèutica, rentadores i rentavaixelles, elements ornamentals en els edificis, peces per a vaixells, estris de laboratori, rellotges, etc.
Per la freqüència de reaccions al·lèrgiques al níquel i el risc de dermatitis de contacte, ja no se l'utilitza per fabricar endopròtesis i cada vegada menys per a bijuteria o rellotgeria. També la presència de níquel en l'aliatge de monedes com ara les peces d'un i dos euros pot causar problemes.

## Història
Alguns artefactes de ferro resistent a la corrosió sobreviuen de l'antiguitat. Un exemple famós és el Pilar de ferro de Delhi, construït per ordre de Kumara Gupta I al voltant de l'any 400. A diferència d'acer inoxidable, però, aquests artefactes deuen el seu durabilitat no al crom però al seu alt contingut de fòsfor, que, juntament amb les condicions meteorològiques locals favorables, promou la formació d'una capa protectora de passivació sòlid d'òxids de ferro i fosfats, en comptes de la capa d'òxid que es desenvolupa en la majoria de ferros. Com tots els tipus d´acer, l'acer inoxidable és un aliatge el principal component del qual és el ferro, al qual s'afegeix una petita quantitat de carboni.
La invenció de l'acer inoxidable es va produir després d'una sèrie d'avenços científics, que van començar en 1798, quan Louis Vauquelin va mostrar per primera vegada el crom a l'Acadèmia francesa. A principis del segle xix, els científics britànics James Stoddart, Michael Faraday i Robert Mallet van observar la resistència dels aliatges de crom i ferro ("acers al crom") als agents oxidants. Robert Bunsen va descobrir la resistència del crom als àcids forts. La resistència a la corrosió dels aliatges de ferro-crom va ser coneguda per primera vegada en 1821 pel francès Pierre Berthier, va destacar la seva resistència contra l'atac d'alguns àcids i va suggerir el seu ús en els coberts. Metal·lúrgics del segle xix eren incapaços de produir la combinació de baixes emissions de carboni i alt contingut de crom es troben en els acers inoxidables més moderns, i els aliatges d'alt crom que podien produir eren massa fràgils per ser pràctic.
En la dècada de 1840, tant en les acereries de Sheffield a la Gran Bretanya com després les de Krupp d'Alemanya, va estar marcada sobretot per la producció d'acer amb crom, amb l'últim emprant-ho per a canons en la dècada de 1850. En 1861, Robert Forester Mushet va obtenir una patent sobre l'acer al crom a la Gran Bretanya.
Aquests esdeveniments van conduir a la primera producció nord-americana d'acer amb crom, a càrrec de J. Baur, de la Chrome Steel Works de Brooklyn, per a la construcció de ponts. El 1869 es va concedir una patent estatunidenca per al producte.:2261 A això li va seguir el reconeixement de la resistència a la corrosió dels aliatges de crom per part dels anglesos John T. Woods i John Clark, que van observar rangs de crom del 5-30%, amb tungstè afegit i “carboni mitjà”. Van perseguir el valor comercial de la innovació mitjançant una patent britànica “d'aliatges resistents a la intempèrie”.:261,11
A final de la dècada de 1890 Hans Goldschmidt d'Alemanya va desenvolupar un procés aluminotèrmica (tèrmit) per a la producció de crom lliure de carboni. Entre 1904 i 1911 diversos investigadors, en particular Leon Guillet de França, va preparar aliatges que avui serien considerats acer inoxidable.
A la drassana Germaniawerft la companyia alemanya Friedrich Kruppp AG va construir el veler de 366 tones «Germania» amb un buc d'acer al crom-níquel el 1908. El 1911, Philip Monnartz informar sobre la relació entre el contingut de crom i resistència a la corrosió. El 17 d'octubre de 1912, els enginyers Benno Strauss i Eduard Maurer de Krupp van patentar un acer inoxidable austenític com sota la marca Nirosta, un neologisme fet de nicht (no) i rosten (oxidar). Aquest invent va contribuir a salvar l'empresa que als anys 1920 passava un període difícil. Tot i això, l'Allemanya no es va mostrar agraïda. Pel seu origen jueu va ser acomiadat el 1934, fa perdre la càtedra a la Universitat de Münster i el 1944 amb 71 anys va ser empresonat en un camp de treball on va morir poc després.
Invents similars van tenir lloc simultàniament als Estats Units, on Christian Dantsizen i Frederick Becket van industrialitzar acer inoxidable ferrític. El 1912, Elwood Haynes va sol·licitar una patent EUA en un aliatge d'acer inoxidable martensític, que no va ser concedida fins a 1919.
També el 1912, Harry Brearley del laboratori d'investigació de Brown-Firth a Sheffield, Anglaterra, mentre que la recerca d'un aliatge resistent a la corrosió per als canons de les armes, descobert i posteriorment industrialitzats un aliatge d'acer inoxidable martensític. El descobriment va ser anunciat dos anys després en 1915 un article al diari de gener al New York Times. El metall va ser posat posteriorment sota la marca 'Staybrite "per Firth Vickers a Anglaterra i es va utilitzar per a la nova marquesina d'entrada a l'Hotel Savoy de Londres 1929. Brearley sol·licitar la patent dels EUA durant 1915 només per trobar que Haynes ja havia registrat una patent. Brearley i Haynes combinar el seu finançament i amb un grup d'inversors van formar l'American Stainless Steel Corporation, amb seu a Pittsburgh, Pennsylvania.
En el començament de l'acer inoxidable es ven als EUA sota diferents noms de marca com a metall d'Allegheny i acer Nirosta. Fins i tot dins de la indústria de la metal·lúrgia del nom final va quedar sense resoldre, i el 1921 una revista especialitzada que es diu "l'acer unstainable". El 1929, abans de la Gran Depressió, s'han fabricat més de 25.000 tones d'acer inoxidable i es venen als EUA.

## Propietats
Té una alta resistència a l'oxidació en aire a temperatura ambient, fet que s'aconsegueix normalment afegint-li un mínim d'un 13% (en pes) de crom, i fins a un 26% si es vol utilitzar en ambients hostils. El crom forma una capa de passivació de Crom III òxid (Cr2O3) quan s'exposa a l'oxigen. La capa és massa prima per a ser visible, i el metall segueix sent brillant. La capa és impermeable a l'aigua i l'aire, protegint el metall de sota. A més, aquesta capa es torna a formar ràpidament si es ratlla la superfície. Aquest fenomen s'anomena passivació i hom el pot trobar en altres metalls com l'alumini i el titani. És resistent a la corrosió.
Quan les peces d'acer inoxidable, com ara femelles i perns premuts junts, la capa d'òxid pot ser destruïda, fent que les peces es soldin juntes en tornar-se a formar la capa. En ser desmuntat, el material soldat pot ser esquinçat i va enfrontar, un efecte conegut com irritant. Aquest destructiva irritant pot ser millor evitar mitjançant l'ús de materials diferents per les parts forçats junts, per exemple, bronze i acer inoxidable, o fins i tot diferents tipus d'acers inoxidables martensítics (contra austenític), quan el desgast de metall contra metall és una preocupació, però dos aliatges diferents units elèctricament a la feina ambient humit com pila i es corroeixen més ràpidament. Aliatges nitrònic redueixen la tendència a biliar a través d'aliatge selectiva amb el manganès i nitrogen. A més, les unions roscades poden ser lubricats per evitar el gripat.
Anàlogament a l'acer, l'acer inoxidable no és un molt bon conductor de l'electricitat, amb al voltant d'un petit tant per cent de la conductivitat elèctrica del coure.
Els acers inoxidables ferrítics i martensítics són magnètics.
Els acers inoxidables austenítics no són magnètics.

## Tipus d'acers inoxidables
Els acers inoxidables que contenen crom i níquel equivalent entre el 10,5% i el 30% s'anomenen ferrítics, ja que tenen una estructura metal·logràfica formada per ferrita, i amb continguts superiors de níquel equivalent, aquest serà de composició ferrítica en disminució. Els acers ferrítics són magnètics (es distingeixen perquè són atrets per un imant). Amb percentatges de carboni inferiors al 0,1%, aquests acers no són enduribles per tractament tèrmic. En canvi, acers entre 0,1% i 1% en C sí que són temperables (tenen martensita dura, ja que amb percentatges inferiors hi ha molt poc carboni per aconseguir enduriment). S'anomenen acers inoxidables "martensítics", per tenir en la seva estructura metal·logràfica sent magnètics, per a acers altament aliats inoxidables, l'acer martensític pur (sense barreja amb austenític i ferrític) amb Ni equivalent inferior al 18% (Cr equivalent de 0%) a "13% de Cr equivalent i 7% de Ni equivalent", i fins a 8% de Cr equivalent i 0% de Ni equivalent (això pot ser fàcilment seguit en el diagrama de Schaeffler de Cr-Ni equivalents).
- % Ni equivalent = % Ni + 30 * (C + N) + 0,5 Mn
- % Cr equivalent = % Cr + Mo + 1,5 * Si + 0,5 * (Ti + Nb)

Els acers inoxidables que contenen:
- més d'un 12% de Ni equivalent al 17% de Cr equivalent,
- més d'un 25% de Ni equivalent a 0% de Cr equivalent, i
- menys d'un 34% de Cr equivalent a 30% de Ni equivalent,

es diuen acers austenítics, ja que tenen una estructura formada bàsicament per austenita a temperatura ambient (el níquel és un element "gammagen" que estabilitza el camp de l'austenita). No són magnètics.
Els acers inoxidables austenítics es poden endurir per deformació, passant la seva estructura metal·logràfica a contenir martensita (el carboni estabilitzat de manera metaestable en forma de ferro gamma, es transforma a la forma estable de ferro alfa i martensita, ja que el carboni és menys soluble a la matriu de ferro alfa, i aquest expulsa el C). Es converteixen en parcialment magnètics (tant com a percentatge de carboni hagi estat convertit en martensita), cosa que en alguns casos dificulta el treball en els artefactes elèctrics.
També hi ha els acers dúplex (20% < Cr < 30%), (5% < Ni < 8%), (C < 0,03%), no enduribles per tractament tèrmic, molt resistents a la corrosió per picades i amb bon comportament sota tensió. Estructura de ferrita i austenita.
A tots els acers inoxidables se'ls pot afegir un petit percentatge de molibdè, per millorar la seva resistència a la corrosió per clorurs i altres propietats.

## Acers inoxidables comercials
Aliatges d'acer inoxidable comercials més comuns:
- 'Acer inoxidable: conté un 13% de Cr i un 0,15% de C. Té una resistència mecànica de 80 kg/mm² i una duresa de 175-205 HB. Es fa servir en la fabricació d'elements de màquines, àleps de turbines, vàlvules, etc.
- Acer inoxidable 16Cr-2Ni: té un 0,20% de C, un 16% de Cr i un 2% de Ni. Té una resistència mecànica de 95 kg/mm² i una duresa de 275-300 HB. Se solda amb dificultat, i s'utilitza per a la construcció d'àleps de turbines, eixos de bombes, utensilis de cuina, ganiveteria, etc.
- Acer inoxidable al crom níquel 18-8: té un 0,18% de C, un 18% de Cr i un 8% de Ni. Té una resistència mecànica de 60 kg/mm² i una duresa de 175-200 HB. És un acer inoxidable molt utilitzat perquè resisteix bé la calor fins a 400 °C.
- Acer inoxidable al Cr-Mn: té un 0,14% de C, un 11% de Cr i un 18% de Mn. Arriba a una resistència mecànica de 65 kg/mm² i una duresa de 175-200 HB. És soldable i resisteix ben altes temperatures. És amagnètic. S'utilitza en col·lectors d'escapament.

## Famílies dels acers inoxidables
La forma original de l'acer inoxidable encara és molt utilitzada, els enginyers ara tenen moltes opcions pel que fa als diferents tipus. Estan classificats en diferents “famílies” metal·lúrgiques:
- Acer inoxidable ferrític
- Acer inoxidable martensític
- Acer inoxidable austenític
- Acer inoxidable Dúplex (austenític-ferrític)

Aquesta distribució de les famílies metal·lúrgiques pot ser fàcilment reconeguda a través del Diagrama de Schaeffler (Diagrama per a acers molt aliats inoxidables de Crom i Níquel equivalent, o diagrama de Cr-Ni equivalent).
Cada tipus d'acer inoxidable té les característiques mecàniques i físiques i serà fabricat d'acord amb la normativa nacional o internacional establerta.
L'acer inoxidable es classifica en cinc famílies diferents, n'hi ha quatre que corresponen a particulars estructures cristal·lines com: austetina, ferrita, martensita i dúplex. I quant a la cinquena són els aliatges endurits per precipitacions alterades pel medi on es trobi.
- Primera família: Acers inoxidables martensítics, compostos per crom i carboni.
- Segona família: Acers inoxidables ferrítics, són compostos de crom.
- Tercera família: Acers inoxidables austenítics.
- Quarta família: Els austenítics es deriva addicionant elements formadors d'austenita, com ara nitrogen, níquel i manganès.
- Cinquena família: Són aliatges níquel-cromo-molibdè. L'addició d'elements de nitrogen, molibdè, coure i silici compten amb certes característiques de resistència a la corrosió.

## Reciclatge i reús
L'acer inoxidable és 100% reciclable. Un objecte mitjà d'acer inoxidable es compon d'aproximadament 60% de material reciclat dels quals aproximadament el 40% s'origina a partir de productes al final de vida i al voltant del 60% prové dels processos de fabricació. D'acord amb les existències de metalls del Grup Internacional de Recursos en l'informe de la Societat, les accions per capita d'acer en ús en la societat és 80 a 180 kg. en els països més desenvolupats i de 15 kg. en els països menys desenvolupats.
Hi ha un mercat secundari que recicla ferralla utilitzable per a molts mercats d'acer inoxidable. El producte és principalment bobines, làmines i espais en blanc. Aquest material es compra a un preu menor a la primera i es ven als estampadors de qualitat comercial i les cases de xapa. El material pot tenir esgarrapades, bonys i forats però està fet amb les especificacions actuals.